# 郑连生
郑连生（1965年4月—），山西潞城人，汉族，中华人民共和国官员，曾任中共山西省委常委、政法委书记。现任山西省政协副主席。

## 生平
郑连生1985年2月加入中国共产党，同年9月在长治师范学校参加工作。
1992年8月调入中共山西省委组织部党员管理处。在中共山西省委组织部党员管理处任职期间，郑连生1994年4月进入山西大学自考本科行政管理专业学习，1999年12月毕业。之后他在1996年4月至1998年3月期间赴中国社科院研究生院农业经济研究生课程班在职修读。2003年9月外调临汾市，曾任中共临汾市委常委、组织部部长，市委党校校长职务。
2008年8月被中共山西省委派往忻州任职，担任中共忻州市委副书记、市委党校校长。2012年1月出任忻州市市长。
2013年，被选为第十二届全国人民代表大会山西地区代表。2018年2月24日，当选为第十三届全国人大代表。
2020年3月任忻州市委书记，2021年10月，当选为中共山西省委常委。同年11月，任省委政法委书记。
2025年1月，任山西省政协副主席。